# Сны о рыбе (фильм)
«Сны о рыбе» (порт. Sonhos de  peixe) — бразильский фильм режиссёра Кирилла Михановского.

## Сюжет
В одной бразильской деревушке на берегу Атлантического океана живут люди. Живут так уже много веков. Женщины занимаются хозяйством, мужчины ловят рыбу, её и едят, её и продают. Разве что в век технологий появился телевизор. По вечерам вся деревня собирается перед телевизорами, чтобы посмотреть сериал «Грешный поцелуй» - единственную отраду для людей, ведущих однообразную жизнь.
По Фрейду, видеть рыбу во сне означает думать в реальности о делах и проблемах, которые не дают желаемого результата.
Парень Джусе готов на все ради девушки Аны, в которую он влюблен. Ана недурна собой, но на Джусе не обращает никакого внимания. Единственная её страсть – ежевечерний сериал, который трудно смотреть на маленьком экране. Тогда Джусе решается на отчаянный поступок: он продает свой дом и едет в город покупать любимой большой телевизор…

## В ролях
- Жозе Мария Алвеш — Джусе
- Рубия Рафаэлли да Силва — Ана
- Шику Диас — Хоан
- Фелиппе Хаангенсен — Рогерио
- Ив Хофер — Гунтер Бас

В картине заняты жители деревни Баия Формоза (провинция Рио Гранде до Норте на востоке Бразилии), где проходили съемки фильма.

## Премьера
Премьера фильма состоялась 21 мая 2006 года на Каннском Международном Кинофестивале.

## Признания и награды
Приз Regards Jeune в рамках “Недели критиков” на Каннском кинофестивале 2006
“Серебряная тайга” на фестивале Дух Огня в Ханты-Мансийске 2006
Фильм-участник программы “8 с половиной фильмов” Московского международного кинофестиваля